# Dobsonia exoleta
Dobsonia exoleta är en däggdjursart som beskrevs av K. Andersen 1909. Dobsonia exoleta ingår i släktet Dobsonia och familjen flyghundar. IUCN kategoriserar arten globalt som livskraftig. Inga underarter finns listade.
Denna flyghund förekommer på Sulawesi och på mindre öar i samma region. Arten vistas i olika habitat och den uppsöker även trädgårdar och stadsparker. Individerna vilar i grottor där de bildar medelstora kolonier.